# Jeux paralympiques d'été de 1960
Les Jeux paralympiques d'été de 1960, sont les premiers Jeux d'été organisés à Rome (Italie). Ce sont les premiers Jeux paralympiques de l'Histoire. Ils se déroulent du 18 au 25 septembre 1960, huit jours de compétition pendant lesquels 400 sportifs s'affrontent dans huit sports différents.
Ils s'inscrivent dans la continuité des Jeux de Stoke Mandeville, portés cette fois à un niveau de compétition internationale sans précédent. Les Jeux de Stoke Mandeville sont la création du docteur Ludwig Guttmann, pour les handicapés de guerre à l'hôpital de Stoke Mandeville, au Royaume-Uni, après la Seconde Guerre mondiale. Spécifiquement, il s'agissait de patients en fauteuil roulant, atteints à la moelle épinière. La pratique d'une compétition sportive devait avoir des vertus thérapeutiques, et notamment leur faire reprendre confiance en leurs capacités. Les Jeux de Rome en 1960 sont co-organisés par Ludwig Guttman (aujourd'hui considéré comme le fondateur du mouvement paralympique) et par son confrère italien le docteur Antonio Maglio. Ces Jeux sont organisés à Rome une semaine après les Jeux olympiques, et sont modelés sur les J.O.

## Participants

### Nations participantes
| Afrique        | Amériques                         | Asie         | Europe | Océanie          |
| -------------- | --------------------------------- | ------------ | --- | ---------------- |
| - Rhodésie (1) | - Argentine (9) - États-Unis (23) | - Israël (7) | - Autriche (19) - Allemagne de l'Ouest (9) - Belgique (12) - Finlande (1) - France (11) - Grande-Bretagne (50) - Irlande (1) - Italie (27) - Malte (6) - Pays-Bas (18) - Norvège (11) - Suède (3) - Suisse (6) | - Australie (11) |
| 1 pays         | 2 pays                            | 1 pays       | 13 pays | 1 pays           |

## Les sports pratiqués
Huit sports étaient programmés :
- Athlétisme
- Basket-ball en fauteuil roulant
- dartchery (mélange de fléchettes et de tir à l'arc)
- Escrime en fauteuil roulant
- Natation
- Snooker (billard)
- Tennis de table
- Tir à l'arc

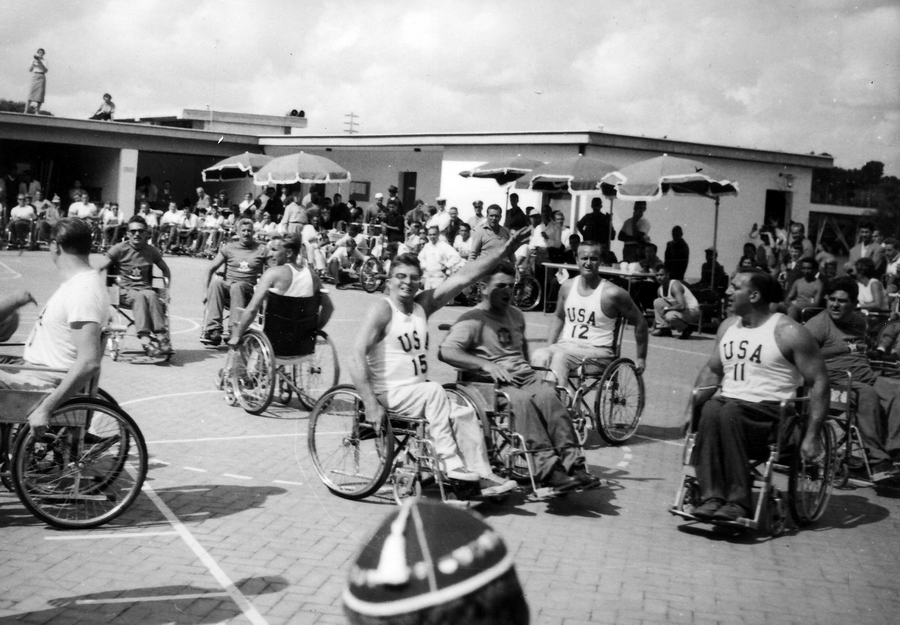
Basket-ball
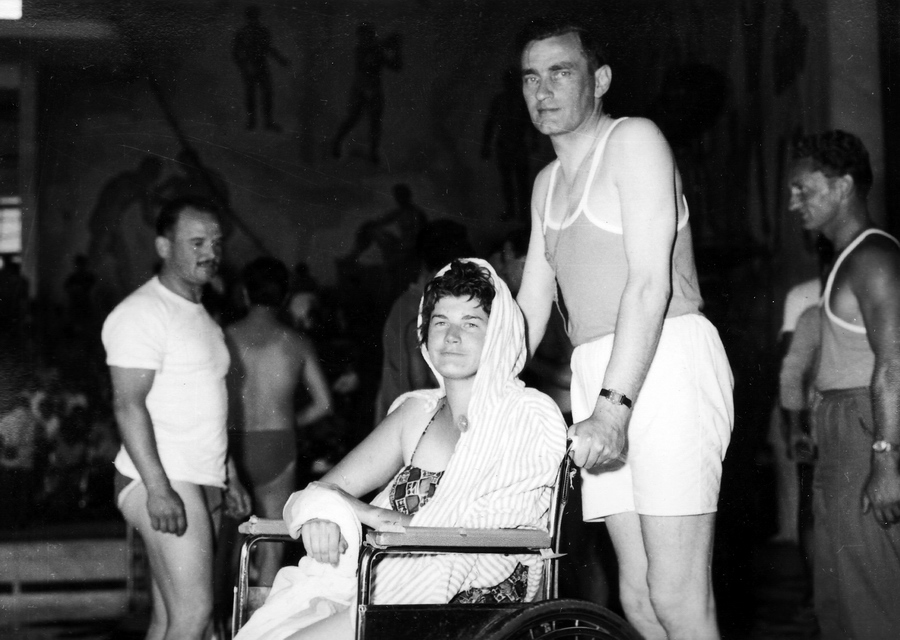
Natation
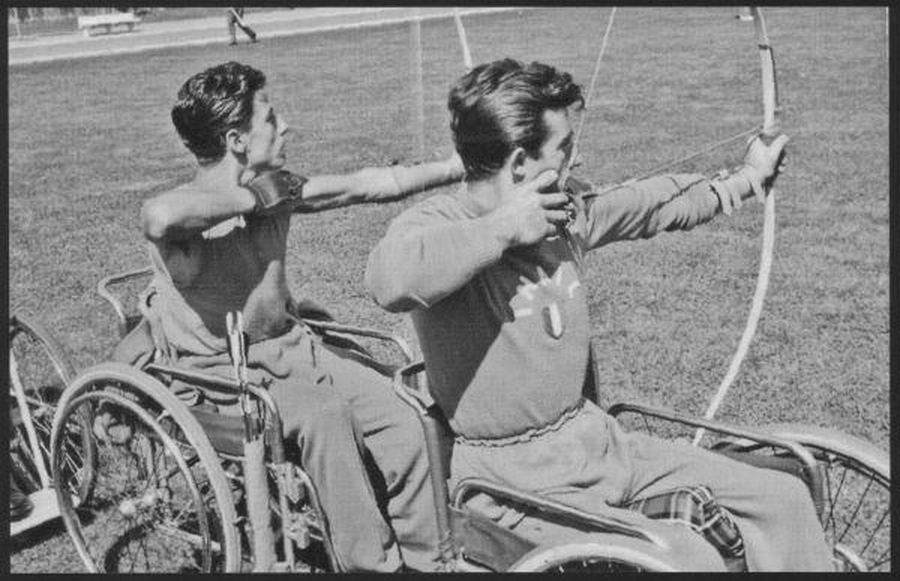
Tir à l'arc

## Les faits marquants
- Seuls participaient des sportifs souffrant de lésions à la moelle épinière[réf. nécessaire].
- Ces premiers Jeux paralympiques se sont déroulés à Rome, dans la ville où se sont également passés les Jeux olympiques de 1960.
- Maria Scutti, athlète italienne, devient la sportive la plus titrée sur une olympiade : elle remporte quinze médailles dont dix médailles d'or, trois d'argent et deux de bronze.

## Village olympique
Le village des athlètes n'était pas accessible aux personnes en fauteuil roulant, les athlètes devaient être portés sur les escaliers. Quand le Dr Ludwig Guttmann, accompagné de Joan Scruton (en), était allé à Rome pour aider à faire les préparatifs, il avait été décidé que le village olympique serait équipé d'accès handicapés. Toutefois, lorsque les athlètes sont arrivés, ils ont découvert que le village était construit sur pilotis, avec des escaliers. Les logements avaient été empruntés aux soldats de l'armée italienne qui transportaient les athlètes pour entrer et sortir du village.

## Tableau des médailles
Le tableau suivant présente les dix premières nations au classement des médailles de leurs athlètes :
- Pays organisateur (Italie)

| Rang | Nation               | Or | Argent | Bronze | Total |
| ---- | -------------------- | -- | ------ | ------ | ----- |
| 1    | Italie               | 29 | 28     | 23     | 80    |
| 2    | Grande-Bretagne      | 20 | 15     | 20     | 55    |
| 3    | Allemagne de l'Ouest | 15 | 6      | 9      | 30    |
| 4    | Autriche             | 11 | 8      | 11     | 30    |
| 5    | États-Unis           | 11 | 7      | 7      | 25    |
| 6    | Norvège              | 9  | 3      | 4      | 16    |
| 7    | Australie            | 3  | 6      | 1      | 10    |
| 8    | Pays-Bas             | 3  | 6      | 0      | 9     |
| 9    | France               | 3  | 3      | 1      | 7     |
| 10   | Argentine            | 2  | 3      | 1      | 6     |